# Got live if you want it! (ep)
Got live if you want it! is een extended play (ep) van de Britse popgroep The Rolling Stones. De plaat werd op 11 juni 1965 in het Verenigd Koninkrijk uitgebracht en was het eerste livealbum van de groep. Meer dan een jaar later, op 10 december 1966, werd in de Verenigde Staten een langspeelplaat (lp) uitgegeven met dezelfde titel. De samenstelling wijkt aanzienlijk af, slechts één nummer (I'm alright) staat op beide albums, maar het zijn verschillende uitvoeringen.
De titel is ontleend aan I got love if you want it, een liedje van Slim Harpo uit 1957.

## Nummers
- A-kant:
  1. We want the Stones (staat op naam van Nanker Phelge, volgens de hoes ‘Nanker, Phelge’, maar het is een spreekkoor van het publiek) – 0:13
  2. Everybody needs somebody to love (Solomon Burke, Jerry Wexler, Bert Berns) – 0:36
  3. Pain in my heart (Naomi Neville) – 2:03
  4. Route 66 (Bobby Troup) – 2:36
- B-kant:
  1. I'm moving on (Hank Snow) – 2:13
  2. I'm alright (Nanker Phelge, volgens de hoes weer ‘Nanker, Phelge’) – 2:27

Richie Unterberger wijst er in zijn recensie op Allmusic.com op dat I'm alright eigenlijk een nummer van Bo Diddley is.
De opnamen zijn gemaakt tijdens concerten in Londen, Liverpool en Manchester op 5, 6 en 7 maart 1965.
De ep werd niet uitgebracht in de VS, maar I'm alright kwam terecht op de Amerikaanse editie van Out of our heads (juli 1965) en Route 66 en I'm moving on op het Amerikaanse album December's children (and everybody's) (november 1965).

## Bezetting
De bezetting was:
- Mick Jagger, zang, mondharmonica
- Keith Richards, gitaar, achtergrondzang
- Brian Jones, gitaar, achtergrondzang
- Bill Wyman, basgitaar, achtergrondzang
- Charlie Watts, drums

## Britse EP's
In het Verenigd Koninkrijk zijn maar drie ep's van The Rolling Stones uitgebracht:
- januari 1964: The Rolling Stones met Bye bye Johnny, Money (that's what I want), You better move on en Poison ivy
- augustus 1964: Five by five met If you need me, Empty heart, 2120 South Michigan Avenue, Confessin' the blues en Around and around
- juni 1965: Got live if you want it!

Die laatste ep werd alleen uitgebracht in het Verenigd Koninkrijk en enkele Europese landen, niet in de VS. In 2004 werd de ep opnieuw uitgebracht op cd in de boxset Singles 1963-1965. Daarin is Got live if you want it! disc 12. In 2013 werd de ep in de VS uitgebracht op vinyl als speciale actie in het kader van Record Store Day.
In andere landen zijn veel meer ep's van de groep verschenen.

## Hitnoteringen
De ep werd een hit in het Verenigd Koninkrijk. Naast de UK Singles Chart en de UK Albums Chart bestond tussen maart 1960 en december 1967 een aparte UK EP Chart, Daar stond Got live if you want it! 32 weken genoteerd, waarvan twee weken op de eerste plaats: 26 juni 1965 en 31 juli 1965:
| UK EP Chart: 19-06-1965 t/m 26-03-1966 | UK EP Chart: 19-06-1965 t/m 26-03-1966 | UK EP Chart: 19-06-1965 t/m 26-03-1966 | UK EP Chart: 19-06-1965 t/m 26-03-1966 | UK EP Chart: 19-06-1965 t/m 26-03-1966 | UK EP Chart: 19-06-1965 t/m 26-03-1966 | UK EP Chart: 19-06-1965 t/m 26-03-1966 | UK EP Chart: 19-06-1965 t/m 26-03-1966 | UK EP Chart: 19-06-1965 t/m 26-03-1966 | UK EP Chart: 19-06-1965 t/m 26-03-1966 | UK EP Chart: 19-06-1965 t/m 26-03-1966 | UK EP Chart: 19-06-1965 t/m 26-03-1966 | UK EP Chart: 19-06-1965 t/m 26-03-1966 | UK EP Chart: 19-06-1965 t/m 26-03-1966 | UK EP Chart: 19-06-1965 t/m 26-03-1966 | UK EP Chart: 19-06-1965 t/m 26-03-1966 | UK EP Chart: 19-06-1965 t/m 26-03-1966 | UK EP Chart: 19-06-1965 t/m 26-03-1966 | UK EP Chart: 19-06-1965 t/m 26-03-1966 | UK EP Chart: 19-06-1965 t/m 26-03-1966 | UK EP Chart: 19-06-1965 t/m 26-03-1966 | UK EP Chart: 19-06-1965 t/m 26-03-1966 | UK EP Chart: 19-06-1965 t/m 26-03-1966 | UK EP Chart: 19-06-1965 t/m 26-03-1966 | UK EP Chart: 19-06-1965 t/m 26-03-1966 | UK EP Chart: 19-06-1965 t/m 26-03-1966 | UK EP Chart: 19-06-1965 t/m 26-03-1966 | UK EP Chart: 19-06-1965 t/m 26-03-1966 | UK EP Chart: 19-06-1965 t/m 26-03-1966 | UK EP Chart: 19-06-1965 t/m 26-03-1966 | UK EP Chart: 19-06-1965 t/m 26-03-1966 | UK EP Chart: 19-06-1965 t/m 26-03-1966 | UK EP Chart: 19-06-1965 t/m 26-03-1966 | UK EP Chart: 19-06-1965 t/m 26-03-1966 | UK EP Chart: 19-06-1965 t/m 26-03-1966 |
| Week:                                  | 1                                      | 2                                      | 3                                      | 4                                      | 5                                      | 6                                      | 7                                      | 8                                      | 9                                      | 10                                     | 11                                     | 12                                     | 13                                     | 14                                     | 15                                     | 16                                     | 17                                     | 18                                     | 19                                     | 20                                     | 21                                     | 22                                     | 23                                     | 24                                     | 25                                     | 26                                     | 27                                     | 28                                     | 29                                     | 30                                     | 31                                     | 32                                     |                                        |                                        |
| -------------------------------------- | -------------------------------------- | -------------------------------------- | -------------------------------------- | -------------------------------------- | -------------------------------------- | -------------------------------------- | -------------------------------------- | -------------------------------------- | -------------------------------------- | -------------------------------------- | -------------------------------------- | -------------------------------------- | -------------------------------------- | -------------------------------------- | -------------------------------------- | -------------------------------------- | -------------------------------------- | -------------------------------------- | -------------------------------------- | -------------------------------------- | -------------------------------------- | -------------------------------------- | -------------------------------------- | -------------------------------------- | -------------------------------------- | -------------------------------------- | -------------------------------------- | -------------------------------------- | -------------------------------------- | -------------------------------------- | -------------------------------------- | -------------------------------------- | -------------------------------------- | -------------------------------------- |
| Positie:                               | 4                                      | 1                                      | 2                                      | 2                                      | 2                                      | 1                                      | 2                                      | 2                                      | 2                                      | 3                                      | 3                                      | 3                                      | 3                                      | 4                                      | 6                                      | 6                                      | 6                                      | 5                                      | 8                                      | 6                                      | 8                                      | 9                                      | 14                                     | 10                                     | 11                                     | 12                                     | 16                                     | 14                                     | 16                                     | 11                                     | 14                                     | 13                                     | uit                                    |                                        |

In de periode 19 juni 1965–4 september 1965 wisselden Got live if you want it! en de ep The one in the middle van Manfred Mann (met The one in the middle als titelnummer) elkaar af aan de top van de ep-hitparade.
In andere hitlijsten, zoals die van de New Musical Express en die van Melody Maker, werden de verkoopresultaten van singles en ep's in één hitlijst bijgehouden. In The Melody Maker Single Charts kwam de ep Got live if you want it! tot nummer 6. In de NME Singles Chart was het verloop als volgt:
| Positie: | 13 | 8 | 7 | 12 | 14 | 22 | uit |

In de Nederlandse Top 40 stond de ep acht weken genoteerd met 9 als hoogste plaats:
| Nederlandse Top 40: 3-07-1965 t/m 21-08-1965 | Nederlandse Top 40: 3-07-1965 t/m 21-08-1965 | Nederlandse Top 40: 3-07-1965 t/m 21-08-1965 | Nederlandse Top 40: 3-07-1965 t/m 21-08-1965 | Nederlandse Top 40: 3-07-1965 t/m 21-08-1965 | Nederlandse Top 40: 3-07-1965 t/m 21-08-1965 | Nederlandse Top 40: 3-07-1965 t/m 21-08-1965 | Nederlandse Top 40: 3-07-1965 t/m 21-08-1965 | Nederlandse Top 40: 3-07-1965 t/m 21-08-1965 | Nederlandse Top 40: 3-07-1965 t/m 21-08-1965 | Nederlandse Top 40: 3-07-1965 t/m 21-08-1965 |
| Week:                                        | 1                                            | 2                                            | 3                                            | 4                                            | 5                                            | 6                                            | 7                                            | 8                                            |                                              |                                              |
| -------------------------------------------- | -------------------------------------------- | -------------------------------------------- | -------------------------------------------- | -------------------------------------------- | -------------------------------------------- | -------------------------------------------- | -------------------------------------------- | -------------------------------------------- | -------------------------------------------- | -------------------------------------------- |
| Positie:                                     | 25                                           | 18                                           | 15                                           | 10                                           | 9                                            | 10                                           | 16                                           | 21                                           | uit                                          |                                              |

De ep stond één week in de Tijd voor Teenagers Top 10, en wel op 24 juli 1965. Ze haalde toen de 9e plaats.